# Валута
 Тази статия е за парите като средство за размяна.  За другите им функции вижте Пари.  
Валутата е всяка парична единица, използвана като разчетно средство между централните банки или на международния пазар. Тя е парична форма, която улеснява размяната на стоки и услуги (т.е. при която парите изпълняват функцията на средство за размяна).
Валутата в настоящата статия се разглежда като синоним на пари и съответно може да се класифицира в две парични системи: фиатни пари и стокови пари (на английски: commodity money), в зависимост от това как е гарантирана стойността им (от икономиката изобщо или от правителствените физически резерви на ценни метали). Някои валути са законно платежно средство в определени политически юрисдикции, което означава, че не може да се отказва приемането им за изплащане на дълг. Други се търгуват просто поради икономическата им стойност. С навлизането на компютрите и Интернет се появи и цифрова валута.

## Етимология и връзка с парите

### Етимология
Думата „валута“ произлиза от на италиански: valuta (монета, валута, (рядко) стойност), свързано с valere (струвам, имам тежест, имам значение) и valutare (оценявам, преценявам), които произлизат от латинското valere (силен съм, имам възможност, струвам), на свой ред идващо от праиндоевропейската дума wal („силен съм“). На български вероятно е заимствано от руското „валюта“, през немски на немски: Valuta или италиански 
Думата валута влиза в широка употреба едва през втората половина на 20 век и обикновено се прилага само към паричните единици от по-ново време. Така например римският денарий удовлетворява определението за валута, но не се нарича така. Вместо това се използват понятията монета и парична единица.

### Пари и валута
Валутата в тесен смисъл (като основна парична единица на една държава, банкнотите и монетите в обращение) е по-тясно понятие от парите. Според Валутния закон на България паричните средства включват валутата и платежни инструменти на приносител: чекове, запис на заповед, менителници или други платежни инструменти във формата на инструмента на приносител.

## Класификация

### Според държавата емитент
- национална валута – емитира се от националната банка на съответната държава и играе ролята на законно платежно средство в рамките на тази държава (български лев и др.)
- международна валута – емитира се от националната банка на дадена държава но може да се използва като платежно средство в други държави (щатски долар, британска лира, японска йена и др.)
- колективна валута – използва се като официално платежно средство в няколко държави (евро и източнокарибски долар)

Всяка държава е установила монопол на определена валута (национална валута) под формата на банкноти и монети, като курсът на обмяната им с други валути се контролира от държавната централна банка. Все пак, изключения от това правило съществуват – няколко държави могат да използват едно и също име за националната си валута (долари, франкове, лири), група държави могат да използват обща валута – еврото, или определени държави могат да обявят валутата на трета страна за законно платежно средство на територията си (отказ от национална валута – някои държави в Латинска Америка (Еквадор, Салвадор и Панама (частично) са обявили щатския долар за официална валута).

### Според възможностите за обмяна
- свободно конвертируема – това е валута, по отношение на която няма ограничения за извършване на обменни операции
- частично конвертируема – централните банки осъществяват контрол върху международните сделки и съществува разрешителен режим за обмяната (индийска рупия)
- неконвертируема – не могат да се обменят и да се извършват валутни операции с тях на международните пазари (кубинско песо)
- твърда валута – всяка търгувана на международните пазари валута, която може да служи като надежден и стабилен запас от стойност. Факторите, които определят дали една валута е твърда, включват дългосрочната стабилност на покупателната ѝ способност, политическите и фискални условия в издаващата я страна, както и политиката на съответната централна банка. Често термините „твърда“ и „свободно конвертируема“ валута са взаимно заменяеми.

### Според срока на действие
- постоянна
- временна

### Според степента на използване
- резервна валута – валута, която централните банки държат като резерв за обезпечаване на местната валута.

## Валутен курс
Валутният курс определя колко е стойността на дадена валута по отношение на друга, тоест стойността на чуждестранна национална парична единица към местната национална парична единица.
Според валутния курс има:
- валути с плаващ обменен курс – котират се свободно на международните валутни пазари и цената им се определя на база търсенето и предлагането
- валути с фиксиран обменен курс – обвързани са към други валути

Различните курсове зависят от търсенето и предлагането на всяка валута, което на свой ред се регулира от различните централни банки. Търсенето на една валута зависи от чужденците, които желаят да я използват за покупки или за да я вложат в икономиката, а предлагането зависи от националните участници, които желаят да оперират зад граница. В икономика или подсистема с официални обменни курсове обезценяването на валутата се нарича девалвация, а завишаването ревалоризация.

## Валутен пазар
Необходимостта от правила за работа с различните валути произтича от факта, че международните операции (търговия, парични трансакции, инвестиции) се извършват с различни национални валути. Те на свой ред са свързани с различните икономически ситуации в издаващите ги страни и със степента на сигурност, което намира отражение в съотношението на цените или във валутните курсове. Операциите с различни валути, участващи в тези финансови или реални сделки, се осъществява на валутните пазари.
Валутен пазар е система от устойчиви икономически и организационни отношения при осъществяването на операции по покупко-продажба на чужда валута, платежни документи в чужди валути, а също така операции по движението на капитал на чужди инвеститори 
Съвременните валутни пазари възникват през XIX век. За това изиграват роля следните предпоставки:
- широко развитие на международните икономически отношения;
- създаване на световна валутна система, с цел организация и регулиране на валутните отношения и закрепена с междудържавни споразумения (например Бретънудската система);
- широко разпространение на кредитни средства за международни разплащания (на английски: negotiable instrument);
- окрупняване и централизация на банковия капитал, широко развитие на кореспондентските отношения между банките от различни страни, включително водене на кореспондентски сметки в чужда валута;
- развитие на информационните технологии и комуникационните средства: телеграф, телефон, телекс, което опростява контактите и съкращава времето за получаване на информация за сключените сделки.

Развиващите се национални валутни пазари и тяхното взаимодействие формират единен световен валутен пазар, на който свободно се обменят валути.
Държавата или регионът, в който специфична валута има доминираща роля като средство за размяна, се нарича валутна зона (например Еврозона).

### Международен валутен пазар
Международният валутен пазар Форекс е мястото за обмен на валута; той е част от цялата съвкупност на валутните операции. В англоезичните среди с термина Forex обикновено наричат целия валутен пазар а също така и търговията с валута (на английски: trades currencies)Валутните курсове се определят именно на този пазар .
Форекс няма точно определено място и не предполага лична среща между участниците, доколкото те се намират в непосредствен и постоянен контакт помежду си с помощта на различни технически средства. Сделките се извършват посредством компютърни терминали, с които търговски банки и брокерски къщи са свързани в мрежа. Основни платформи за търгуване са Electronic Broking Services (EBS) и Reuters 3000 Xtra. Основни участници на този пазар са големите международни банки, но той е отворен и за всички останали купувачи и продавачи.
Пазарът работи на няколко нива. Банките ползват услугите на финансови компании, известни като дилъри, които се занимават с търгуването на голямо количество валути. Тъй като повечето дилъри са също банки, то този задкулисен пазар се нарича понякога „междубанков пазар“, макар че на него участват и застрахователни и финансови компании.
Операциите на Форекс пазара се делят според целта си на търговски, спекулативни, хеджиращи и регулиращи (валутни интервенции на централните банки).

#### Хронология
От възникването на Международния валутен фонд в Бретън Уудс през 1944 г. световният валутен пазар преминава през 4 етапа:
1. Непосредствено след Втората световна война международната общност стартира процес на постепенно преодоляване на неконвертируемостта на основните валути и възстановяване на нормалното парично обращение. Това допринася за премахване на разделението на света на противостоящи политико-икономически зони. През 1958 г. се установява конвертируемост на валутите на основните индустриални страни, по-специално за нуждите на текущите разплащания.
2. Вторият етап обхваща най-силните години на Бретънудската ера. Валутните курсове в развитите страни са фиксирани и устойчиви, макар и да се допуска промяна в златното покритие на отделна валута, респ. на валутните курсове, но след открити и прозрачни действия. Периодът приключва с шока Никсън, разпадането на Бретънудската система и повсеместния отказ от златния стандарт през 1973 г. Валутите на развиващите се страни остават неконвертируеми.
3. Третият етап продължава четвърт век и преминава под доминантата на щатския долар. Освободени от „оковите“ на златния стандарт, централните банки използват възможностите си за практикуване на активна монетарна политика. Невинаги и не навсякъде експериментите са успешни. Заиграването с паричните емисии нерядко завършва с неконтролируема инфлация и разбиване на устойчивите валутни съотношения. Пострадали отново са страните от развиващия се свят. Разпадането на световната социалистическа система унифицира валутните потребности и ускорява световното движение на капитали. Непредвидимите валутни колизии нанасят сериозни вреди на нововъзникващите пазарни икономики, поради което постепенно се зараждат идеи за стабилизиране на валутните съотношения чрез въвеждане на строги законови ограничения. В търсене на оптимум различни страни въвеждат и прилагат различна валутна политика.
4. Четвъртият етап започва през 1999 г. със старта на еврото. Страните-членки на ЕС се убеждават в полезността от възприемането на валута, неподвластна на случайни и непредвидими колебания, което е в интерес на развитието на икономиките им. Новата валута става притегателен център и за европейските страни от периферията на ЕС. Така светът постепенно се насочва към триполюсна световна валутна система.

## Валутна политика
Курсът на обмен на дадена валута може да бъде обвързан с друга валута (или с няколко) посредством валутен борд. Например след тежката икономическа криза през 1996 – 1997 г. в България е въведен валутен борд през 1997 г., като първоначално българският лев е обвързан с германската марка, а след замяната ѝ с еврото през 1999 г. – с него.

## Валутни единици
Обикновено една валутна единица може да съдържа 100 по-малки валутни единици – например 100 доларови цента = 1 долар (аналогично: 100 български левови стотинки = 1 български лев). Срещат се и валути, които се делят на 10 и дори 1000 по-малки единици, но има и валути, които нямат по-малки съставни части.

## Кодове и символи на националните валути
Националните валути на страните са приведени в списъка Парични единици по страни.
Използването на валута от страните се основава на концепцията, че всяко суверенна държава решава каква валута ще използва (lex monetae). Международната организация по стандартизация е въвела система от трибуквени кодове (ISO 4217) за валутите (в допълнение на техните имена и символи, за да се избегне объркването при използване на еднакви имена за различни валути – например множество са наречени „долар“ или „франк“. Лира също се използва от много страни и всички те имат съвсем различни стойности. Трибуквеният код е съставен най-общо от кода за страната според ISO 3166-1 за първите две букви, а третата обозначава паричната единица (например D за долар). Щатският долар например има код USD.
В първоначалния вариант на стандарта за българския лев след 1962 г. е определен кода BGL, но след деноминацията от 1999 кодът на българския лев е BGN.

## В България
Според предишна редакция на българския Валутен закон „чуждестранна валута е парична единица, която е законното платежно средство във всяка чужда държава, както и колективните валути“. В най-новата му версия (изм. ДВ. бр.17 от 26 февруари 2019 г.) „валута – банкноти и монети, които са в обращение като средство за обмяна“